# ჰ
Das Hae (ჰ) ist der 33. Buchstabe des georgischen Alphabets. Der Buchstabe stellt den Laut [⁠h⁠] dar und wird im Deutschen mit dem Buchstaben H transkribiert.
Heute wird im Mchedruli-Alphabet nur noch das ჰ verwendet. Im historischen Chutsuri-Alphabet gab es noch den Großbuchstaben Ⴠ; das kleingeschriebene Pendant dazu war das ⴠ.
Es war dem Zahlenwert 9000 zugeordnet.

## Zeichenkodierung
Das Hae ist in Unicode an den Codepunkten U+10F0 (Mchedruli) bzw. U+10C0 (Chutsuri-Großbuchstabe) und U+2D20 (Chutsuri-Kleinbuchstabe) zu finden.